# Kovariantnost in kontravariantnost
Kovariantnost in kontravariantnost sta v multilinearni algebri in tenzorski analizi pojma, ki opisujeta kako se geometrijske in fizikalne količine spreminjajo ob spremembi baze koordinatnega sistema. Način spreminjanja se prikaže tako, da vrsto spreminjanja pišemo v obliki zgornjih ali spodnjih indeksov. Pojem je natančno definiran v tenzorski analizi, uporablja pa se tudi za vektorje. 
- Kontravariantnost je značilnost tistih količin (vektorjev), ki se spreminjajo obratno (inverzna transformacija) kot se spreminja baza koordinatnega sistema (od tod tudi ime kontra-variantnost). Količine, ki se spreminjajo na ta način, se imenujejo kontravariantne količine, njihovo velikost opišemo s kontravariantnimi komponentami. Primeri: Lega objekta glede na opazovalca.in vse količine, ki vsebujejo odvode lege (položaja) v času. Takšne količine so hitrost, pospešek in sprememba pospeška v času (trzaj). Če uporabimo Einsteinov zapis se kovariantne komponente pišejo z zgornjimi indeksi.

{\displaystyle \mathbf {v} =v^{i}\mathbf {e} _{i}\,}
kjer je 
- {\displaystyle v\,} vektor
- {\displaystyle v^{i}\,} kontravariantna komponenta
- {\displaystyle \mathbf {e} _{i}\,} enotski vektor.

- Kovariantnost se pojavlja pri tistih količinah, ki so invariante koordinatnega sistema. Takšne količine so dualni vektorji, kot je na primer gradient. Komponente se spreminjajo podobno kot baza koordinatnega sistema.  Njihove komponente se spreminjajo z istimi transformacijami kot baza sistema. Dualni vektorji so v nasprotju z običajnimi vektorji, kovariantni vektorji. Primeri: Kovariantne vektorje dobimo takrat, ko iščemo gradient funkcije. Če uporabimo Einsteinovo notacijo se kovariantne komponente pišejo s spodnjimi indeksi.

{\displaystyle \mathbf {v} =v_{i}\mathbf {e} ^{i}}
Ostale oznake so podobne kot zgoraj.

## Definicija
Kovarianca in kontravarianca se nanašata na način spremembe koordinatnih vektorjev pri spremembi baze. Naj bo {\displaystyle V\,} vektorski prostor z razsežnostjo {\displaystyle n\,} nad obsegom skalarjev {\displaystyle S\,}. Pri tem pa naj bosta {\displaystyle \mathbf {f} =(X_{1},\dots ,X_{n})\,} in {\displaystyle \mathbf {f} '=(X_{1},\dots ,X_{n})\,} bazi vektorskega prostora {\displaystyle V\,}, potem je sprememba baze iz {\displaystyle \mathbf {f} \,} v {\displaystyle \mathbf {f} '\,} dana z 
{\displaystyle \mathbf {f} \mapsto \mathbf {f} '=\left(\sum _{i}a_{1}^{i}X_{i},\dots ,\sum _{i}a_{n}^{i}X_{i}\right)=\mathbf {f} A}
kjer je 
- {\displaystyle A\,} matrika {\displaystyle n\times n\,}
- {\displaystyle a_{j}^{i}\,} element matrike {\displaystyle A\,}.

Pri tem pa je vsak vektor {\displaystyle Y_{j}\,} baze {\displaystyle \mathbf {f} '\,} linearna kombinacija vektorjev {\displaystyle X_{j}\,} iz baze {\displaystyle \mathbf {f} \,} tako, da je
{\displaystyle Y_{j}=\sum _{i}a_{j}^{i}X_{i}}.

## Kovariantne in kontravariantne komponente vektorja
V evklidskem prostoru je razlika med kovariantnimi in kontravariantnimi vektorji nepomembna, ker skalarni produkt dovoljuje, da lahko kovektor definiramo z vektorji. To pomeni, da vektor {\displaystyle v\,} enolično določa kovektor {\displaystyle \alpha \,}
Isti vektor lahko zapišemo kot kombinacijo kovariantnih ali kot kombinacijo kontravariantnih komponent. Pretvorba iz ene v drugo obliko se izvede s pomočjo množenja z metričnim tenzorjem
{\displaystyle \ v_{i}=g_{ij}v^{j}}
{\displaystyle \ v^{i}=g^{ij}v_{j}}
V obeh primerih je potrebno upoštevati Einsteinov način zapisa.